# Canthigaster amboinensis
Canthigaster amboinensis es una especie de peces de la familia Tetraodontidae en el orden de los Tetraodontiformes.

## Morfología
Los machos pueden llegar alcanzar los 15 cm de longitud total.

## Alimentación
Come principalmente algas y, en menor cantidad, poliquetos,  erizos de mar, moluscos, tunicas, corales, crustáceos.

## Hábitat
Es un pez de mar de clima tropical y asociado a los  arrecifes de coral que vive entre 1-16 m de profundidad.

## Distribución geográfica
Se encuentra desde el África Oriental hasta las Islas Galápagos, el sur del Japón, Hawái, la Gran Barrera de Coral e  Islas Sociedad.